# Научно-исследовательский институт морфологии человека
Научно-исследовательский институт морфологии человека имени академика А.П. Авцына — научно-исследовательский институт, занимающийся исследованиями в области патологической анатомии, гистологии, эмбриологии и функциональной анатомии человека.

## История
Институт морфологии человека АМН СССР был организован приказом Министерства здравоохранения СССР № 495 от 28 ноября 1960 г. на базе патологоанатомического отделения Московского областного научно-исследовательского института им. М.Ф. Владимирского. Основателем института и его первым директором был академик АМН СССР Александр Павлович Авцын. Вместе с ним у истоков создания института стояли выдающиеся отечественные патологи и морфологи – Н.А. Краевский, И.В. Давыдовский, Д.А. Жданов, В.В. Португалов, Я.Л. Рапопорт, М.А. Скворцов, А.И. Струков, Р.Д. Штерн. 
В 1974 году институт переехал в специально построенное здание на улице Цюрупы, дом 3.
В 2022 году институт вошел в состав Российского научного центра хирургии им. Б.В. Петровского.

## Структура института
В структуре института – 11 научных лабораторий, объединенные в 3 отдела: патологической морфологии; функциональной морфологии; эмбриологии. 